# Pfarrkirche Bleiburg

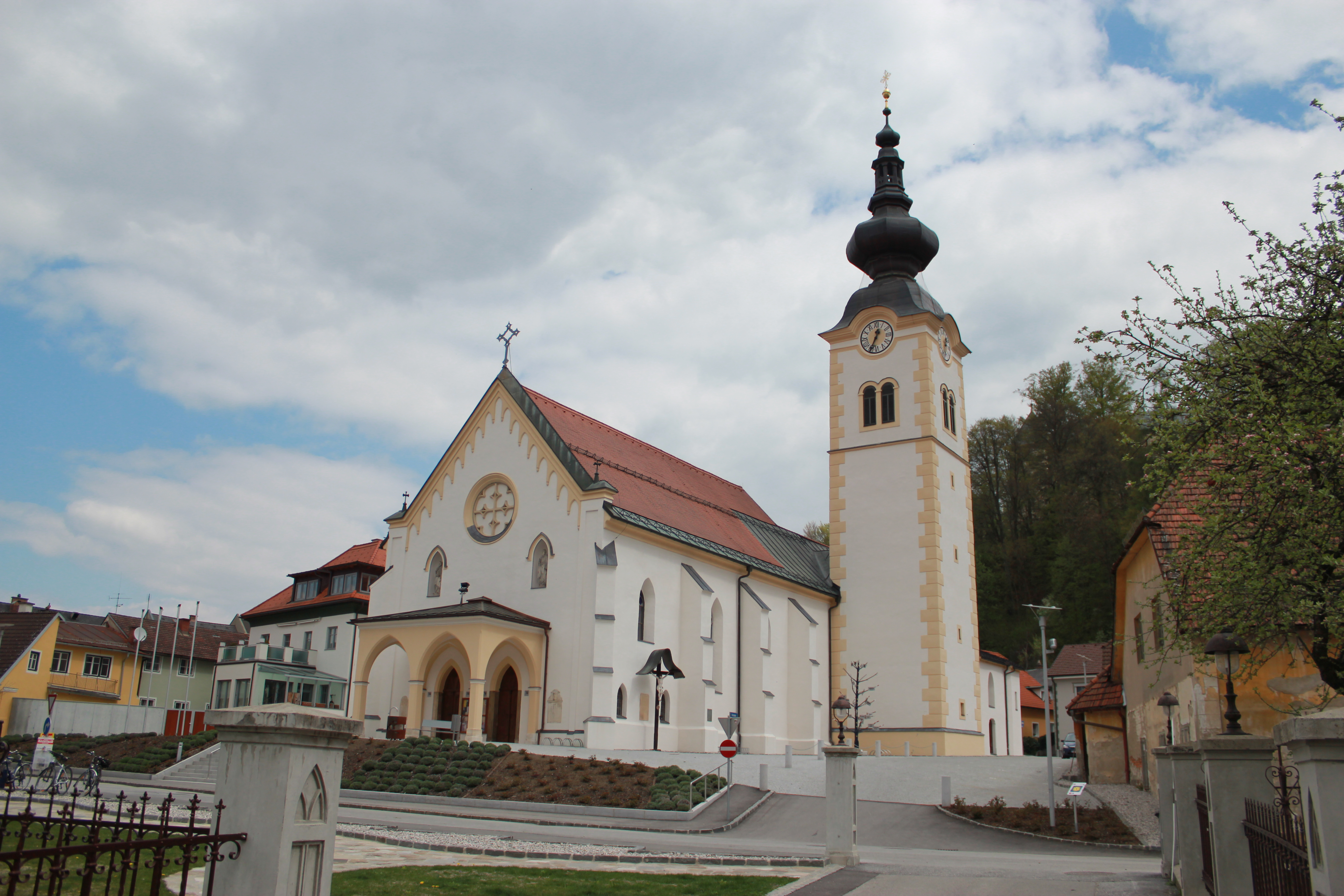
Pfarrkirche Bleiburg

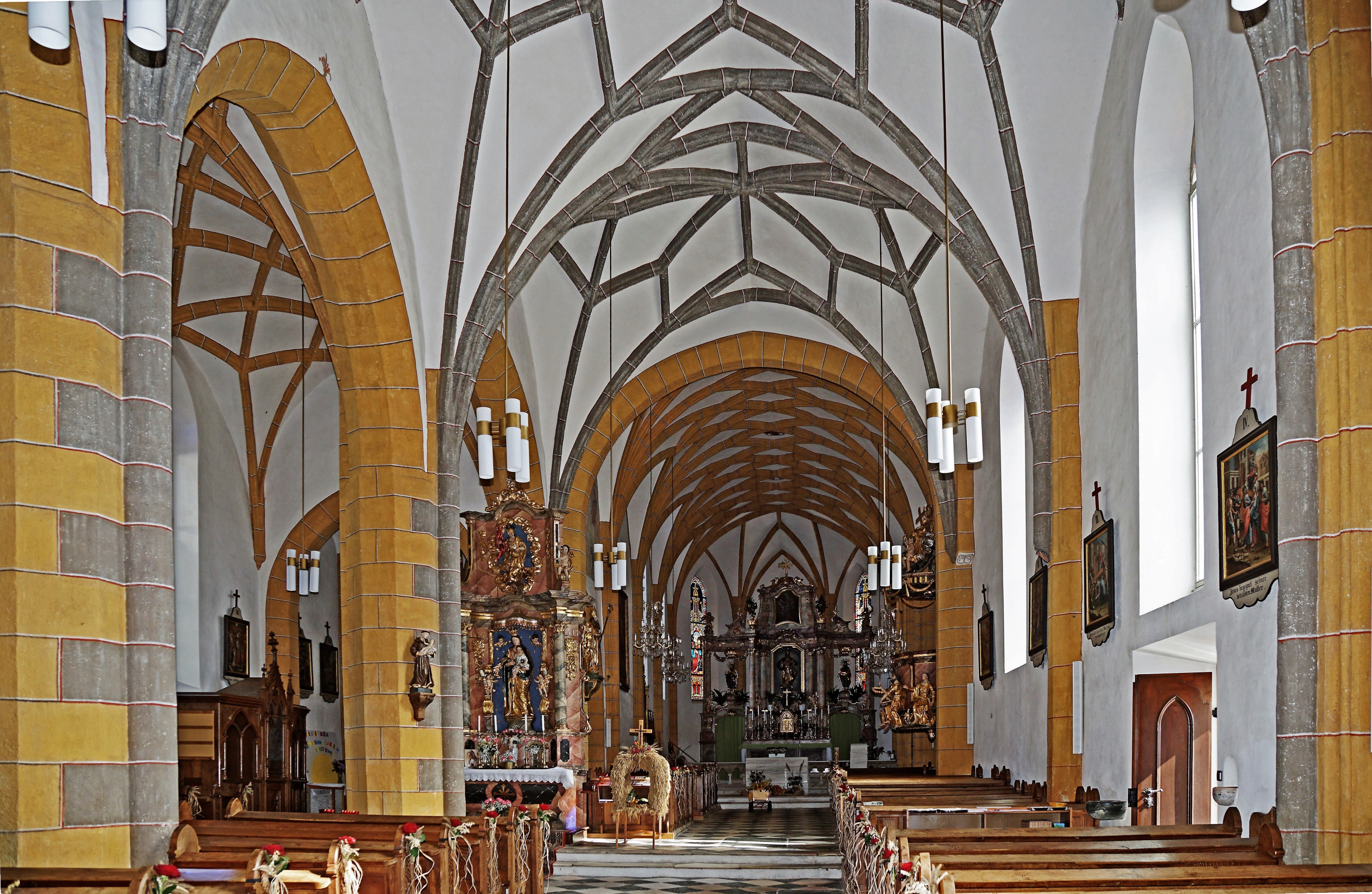
Innenansicht

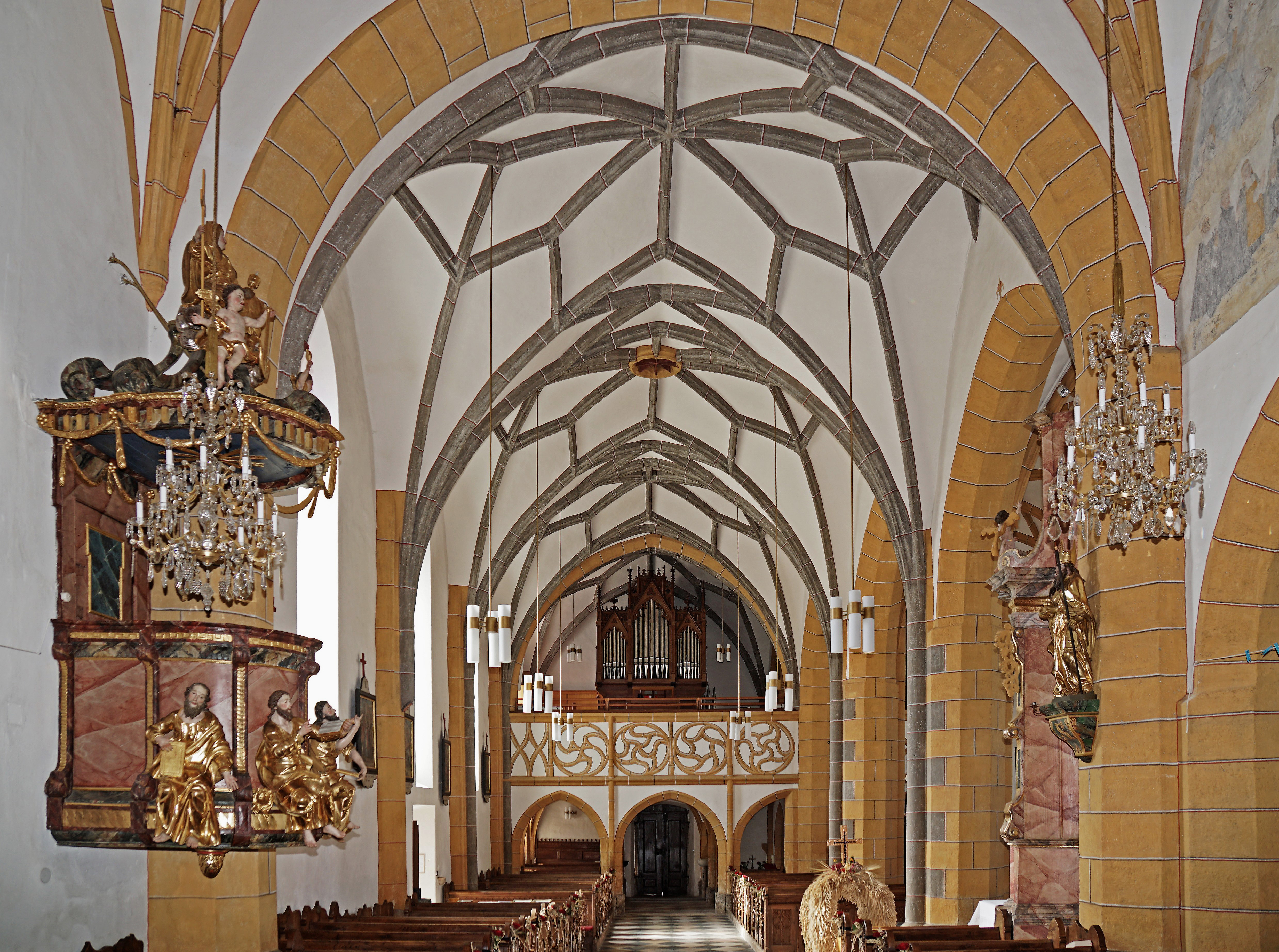
Innenansicht gegen die Orgelempore

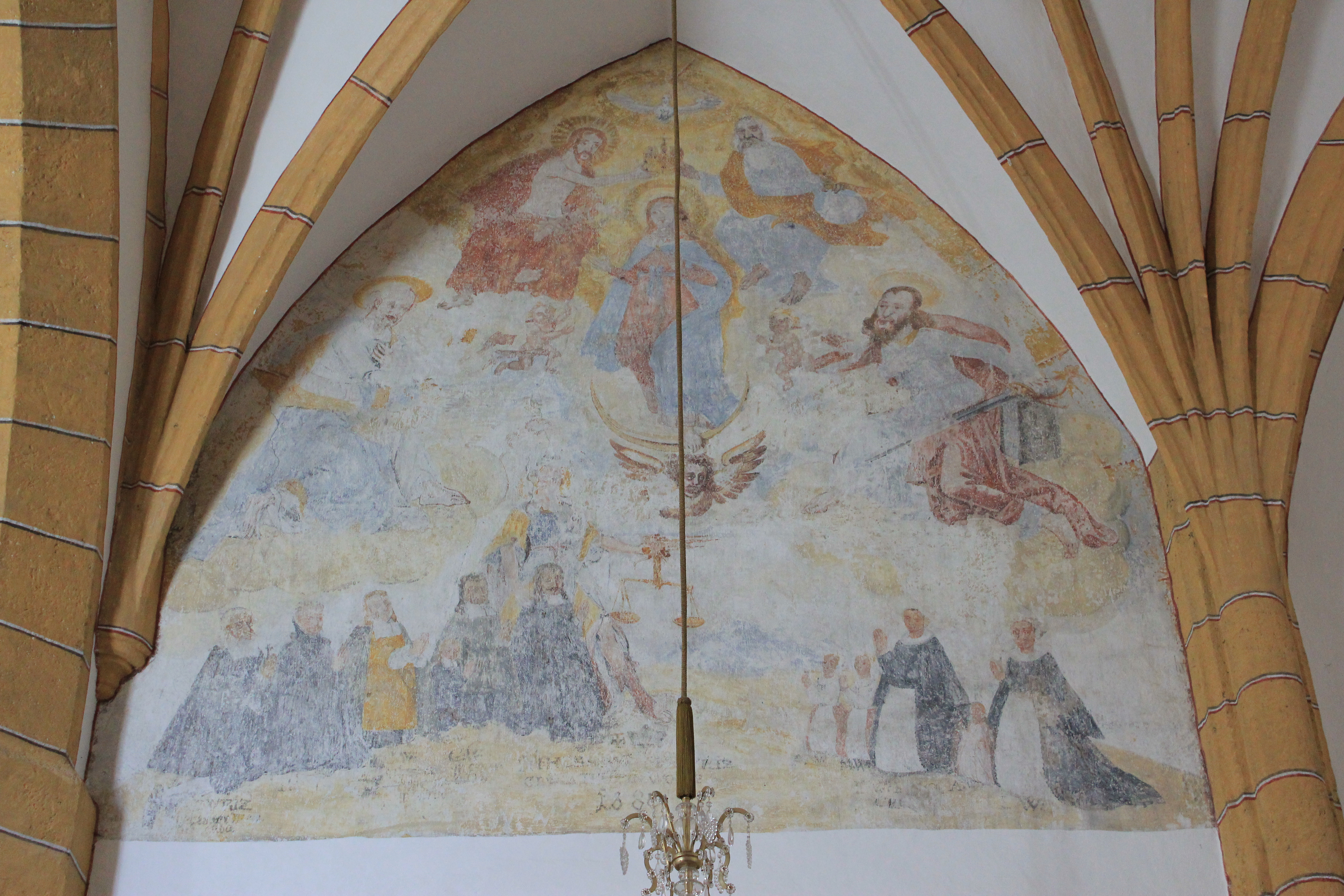
Fresko Marienkrönung

Die römisch-katholische Pfarrkirche Bleiburg ist den Heiligen Petrus und Paulus (Peter und Paul, 29. Juni) geweiht. Neben der Pfarrkirche gehören zur Pfarrei auch die Filialkirchen Aich/Dob, Einersdorf/Nonča vas, Heiligengrab/Humec, Oberloibach/Zgornje Libuče, St. Margarethen am Kömmel/Šmarjeta, St. Georgen/Šentjur und Unterloibach/Spodnje Libuče.

## Geschichte
Ursprünglich stand in Bleiburg eine dem heiligen Paulus geweihte Kapelle. Eine Kirche wird in Bleiburg erstmals 1241 erwähnt. Der Pfarrsitz war St. Michael ob Bleiburg. 1332/1335 erbauten die Grafen Auffenstein eine Kirche, die während der Belagerung Bleiburgs 1368 arg in Mitleidenschaft gezogen wurde. 1461 erhielt Bleiburg eine eigene Seelsorge. Vor der Türkengefahr – 1473, 1476 und 1478 fielen Türken in Kärnten ein – suchte der Pfarrer von St. Michael ob Bleiburg Schutz im besser geschützten Bleiburg. Auch danach blieb ein ständiger Vikar in Bleiburg, der teilweise von der Pfarrei St. Michael versorgt wurde.

## Bauwerk
Die zweischiffige Kirche mit einem nördlichen Seitenschiff ist ein spätgotischer Bau aus dem 15. Jahrhundert bzw. vom Anfang des 16. Jahrhunderts. Die Westfassade mit einem neugotischen zweiachsigen Arkadenvorbau stammt aus dem 19. Jahrhundert. Die Kirchenmauern werden an den Chören und am Langhaus von dreistufigen Strebepfeilern gestützt. Der Turm mit Zwillingsfenstern und Zwiebelhelm steht an der Chorsüdseite. Östlich davon schließen eine Eingangshalle zum Chor mit Schulterbogenportal und ein Sakristeianbau an. Ein weiteres Schulterbogenportal befindet sich an der Langhaussüdseite. An der Kirchenaußenwand sind zwei Adelsgrabsteine vom Ende des 18. Jahrhunderts eingemauert. An der Nordseite befindet sich der Grabstein eines „städtischen Händlers“ von 1705. An einen Strebepfeiler findet sich ein Epitaph für Margarete Ratsburger von 1612.
Im vierjochigen Hauptschiff erhebt sich ein Sternrippengewölbe über polygonale Wandpfeilern mit Runddiensten. Die zweiachsige, dreijochige Westempore wird mit Sternrippen unterwölbt, die sich auf gebündelte Runddienste stützen. Die nördlichen Joche werden im Scheitel von der Mauer abgefangen. Das Maßwerk an der Emporenbrüstung ist gemalt.
Ein breiter, fast rundbogiger Triumphbogen verbindet das Hauptschiff mit dem im Chorschluss mit 1512 bezeichneten Hauptchor. Über diesem gleich breiten, vierjochigen Chor mit Dreiachtelschluss spannt sich ein Netzrippengewölbe auf Wandpfeilern mit vorgelegten Runddiensten. Im dritten Joch öffnet ein Bogen die Chorsüdwand zur älteren kreuzrippengewölbten Vorhalle. In dieser befinden sich zwei Kragsteinportale, das westliche führt ins Turmerdgeschoß, das östliche in die Sakristei.
Im nördlichen Seitenschiff ruht ein Netzrippengewölbe auf Runddiensten. Im Western ist eine einachsige, einjochige Empore eingestellt. Der zweijochige Nebenchor mit Dreiachtelschluss ist netzrippengewölbt und durch einen Scheidbogen zum Hauptchor hin geöffnet.
Die beiden Glasgemälde in den Hauptchorschlussfenstern mit der Darstellung der Heiligen Barbara und Katharina wurden 1884 in der Glasmalereianstalt Innsbruck gefertigt. Karel Vouk gestaltete sechs Langhausfenster mit Motiven aus dem Leben der heiligen Hemma.
Im zweiten Joch des Hauptchores ist ein gemaltes Epitaph mit einem vor dem Kruzifix knienden Stifter aus dem Jahre 1580 zu sehen. Die Marienkrönung im vierten Chorjoch wurde 1680 gemalt.

## Einrichtung

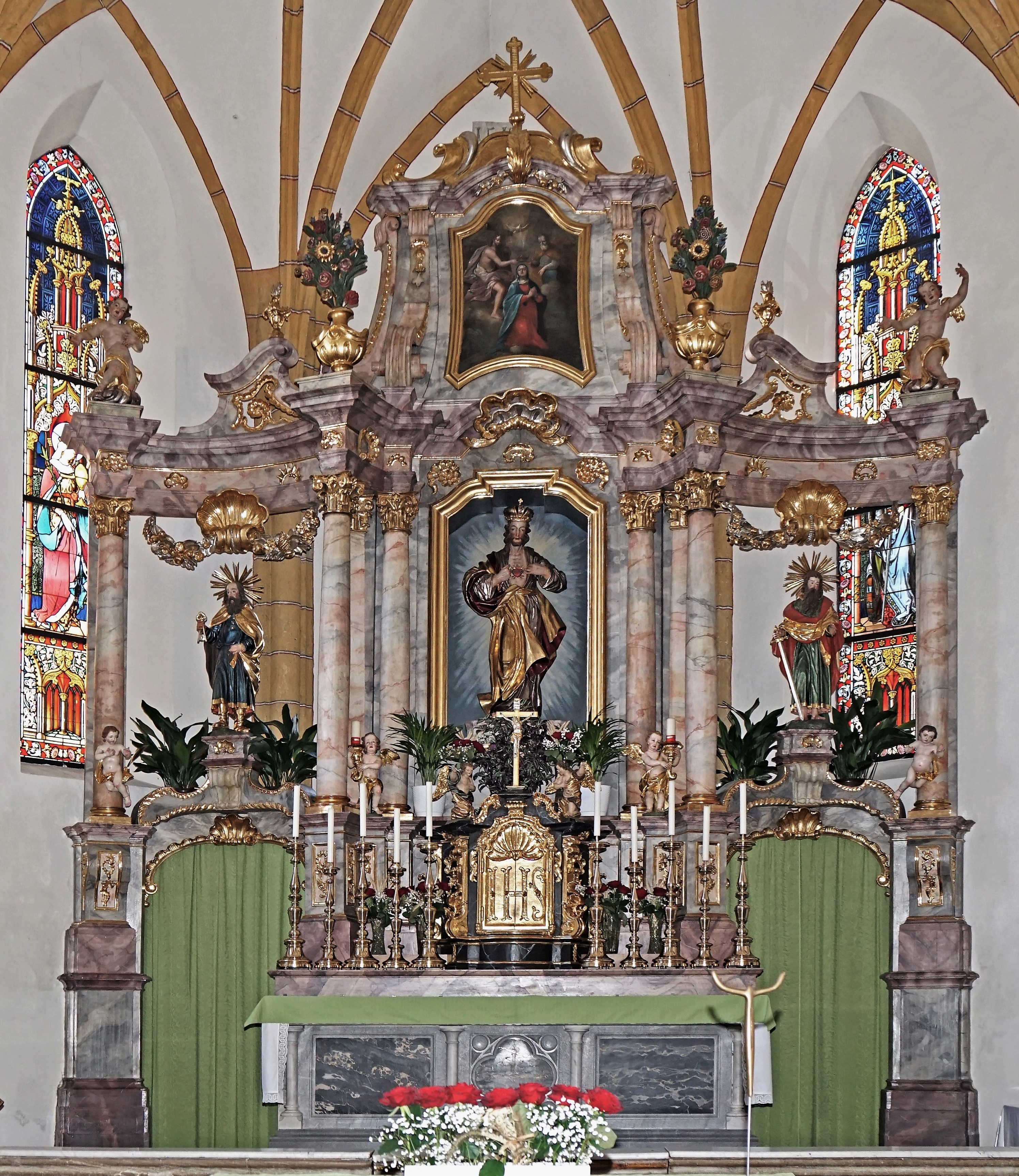
Hochaltar

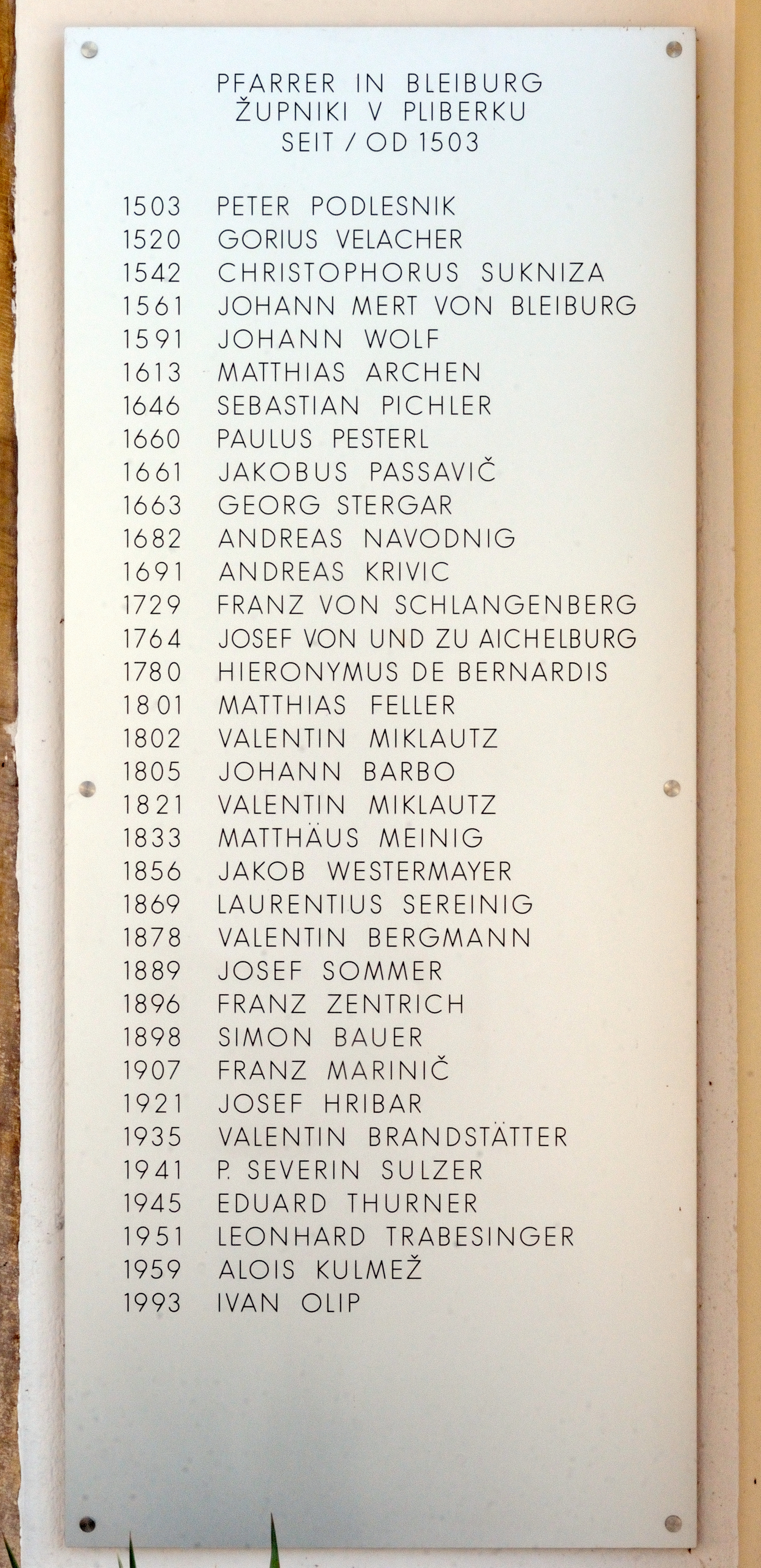
Liste der Pfarrer

Der Hochaltar aus der zweiten Hälfte des 18. Jahrhunderts war ursprünglich in der Pfarrkirche Irschen aufgestellt. In Bleiburg wurde er mit verschiedenen, ursprünglich nicht dazugehörigen Teilen ausgestattet. Die Mittelnische birgt eine Herz-Jesu-Statue aus dem 19. Jahrhundert. Seitlich, über den Opfergangsportalen stehen die Figuren der Apostel Petrus und Paulus. Das Aufsatzbild zeigt die Krönung Mariens.
Der neugotische Antoniusaltar im nördlichen Seitenchor wurde 1907 geschaffen. Die Statue des Antonius von Padua wird von den Heiligen Ursula und Hildegard flankiert.
Der Marienaltar aus der zweiten Hälfte des 18. Jahrhunderts steht an der Säule zwischen den beiden Langhausschiffen und den beiden Chören. In der Nische steht eine Madonnenfigur aus dem 19. Jahrhundert. Den Aufsatz bildet eine Schnitzfigur des heiligen Florian.
Die barocke Kanzel wurde um 1780 geschaffen. Vor den Brüstungsfeldern des Korbes sitzen die Statuen der vier Evangelisten. Am Schalldeckel sitzen Putten mit den Symbolen der christlichen Tugenden. An der Unterseite des Schalldeckels ist eine plastische Heilig-Geist-Taube angebracht. Zur weiteren Einrichtung im Langhaus gehören Kreuzweg-Gemälde (19. Jahrhundert).
In der südlichen Vorhalle sind eine geschnitzte barocke Kreuzigungsgruppe aus der ersten Hälfte des 18. Jahrhunderts, eine Konsolstatue des heiligen Nikolaus aus dem dritten Viertel des 18. Jahrhunderts und ein Votivbild aus zum Dank eines von der Kirche abgewendeten Brandes aus dem 19. Jahrhundert zu finden.
Die neugotischen Betbänke und die Beichtstühle mit figural geätzten Verglasungen wurden 1910 von Franz Filac gefertigt.
Die Orgel von 1911 ist ein Werk von Matthäus Mauracher II. aus Salzburg und wurde 2002 vom Orgelbaumeister Ottitsch aus Ferlach restauriert.
Eine Glocke wurde 1678 von Matthias Landsmann gegossen.

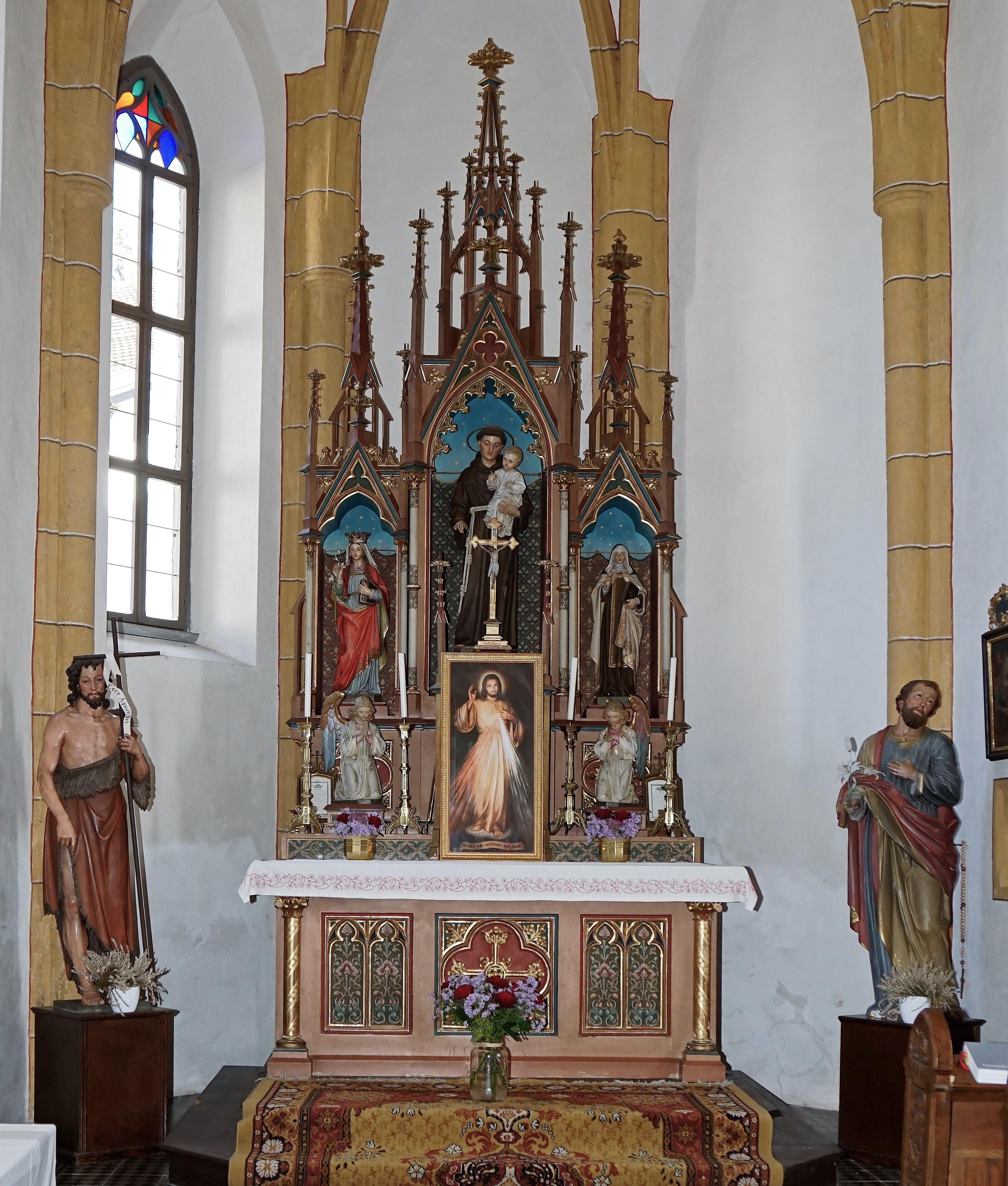
Antoniusaltar
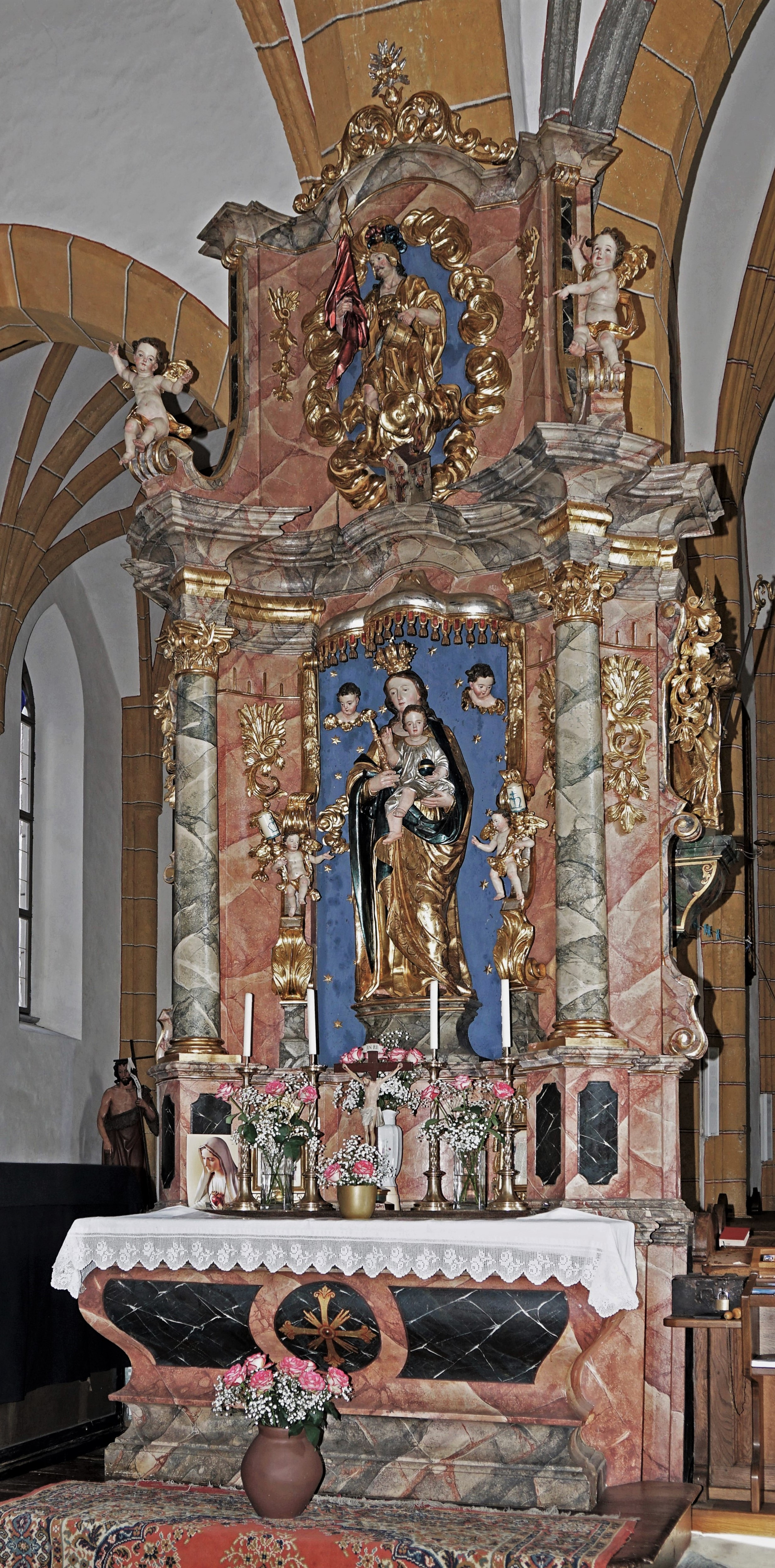
Marienaltar
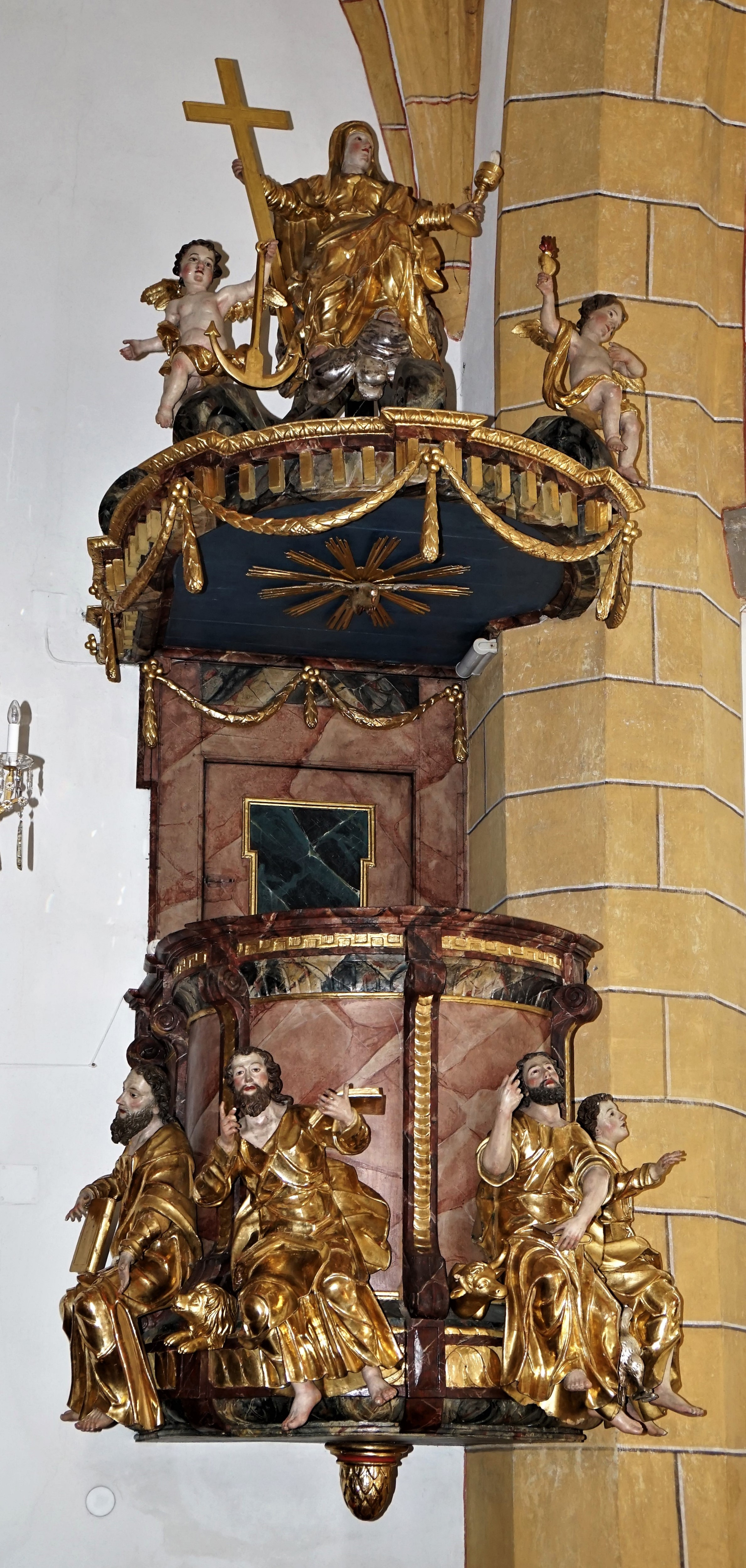
Kanzel
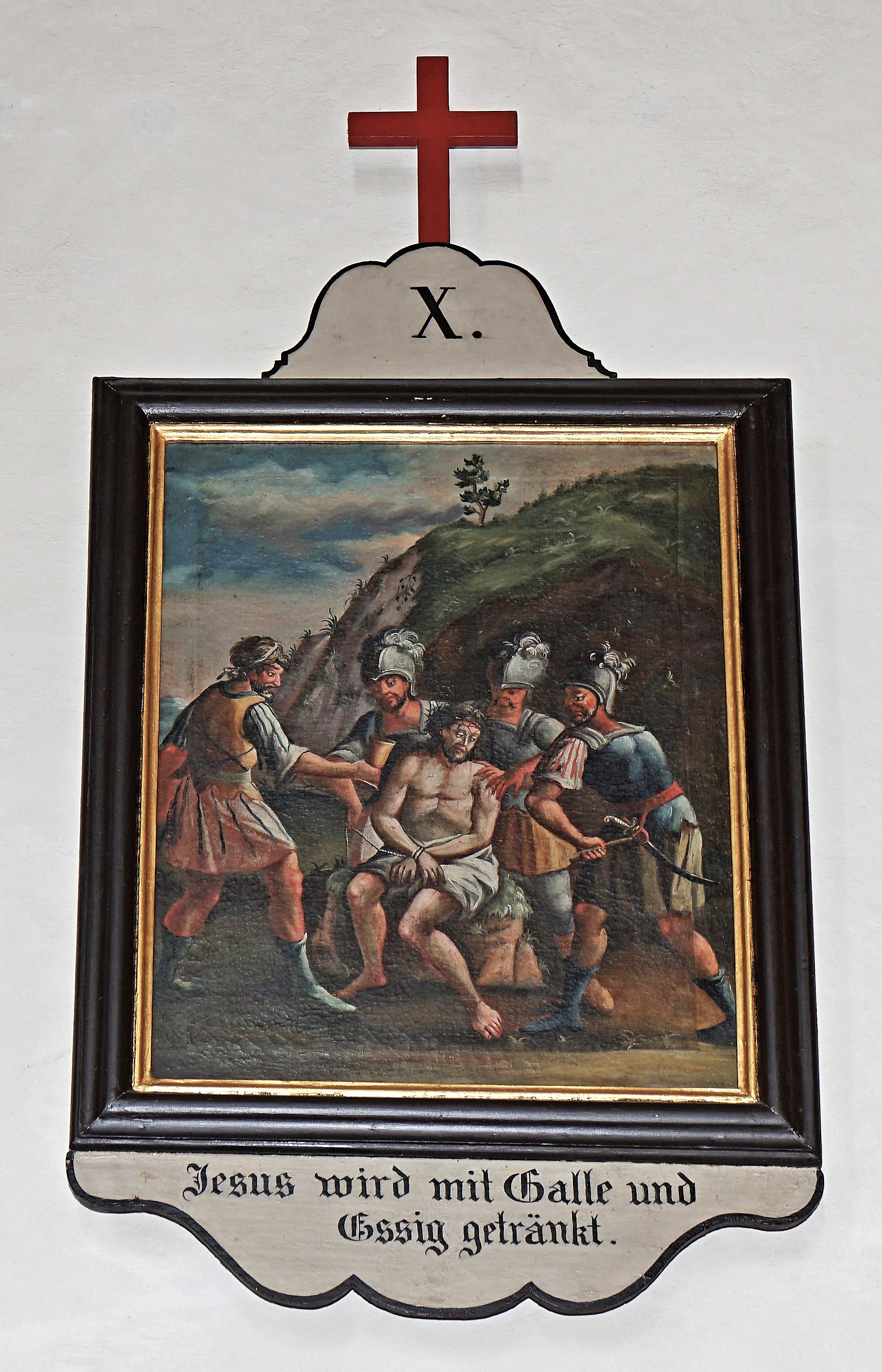
Kreuzweggemälde
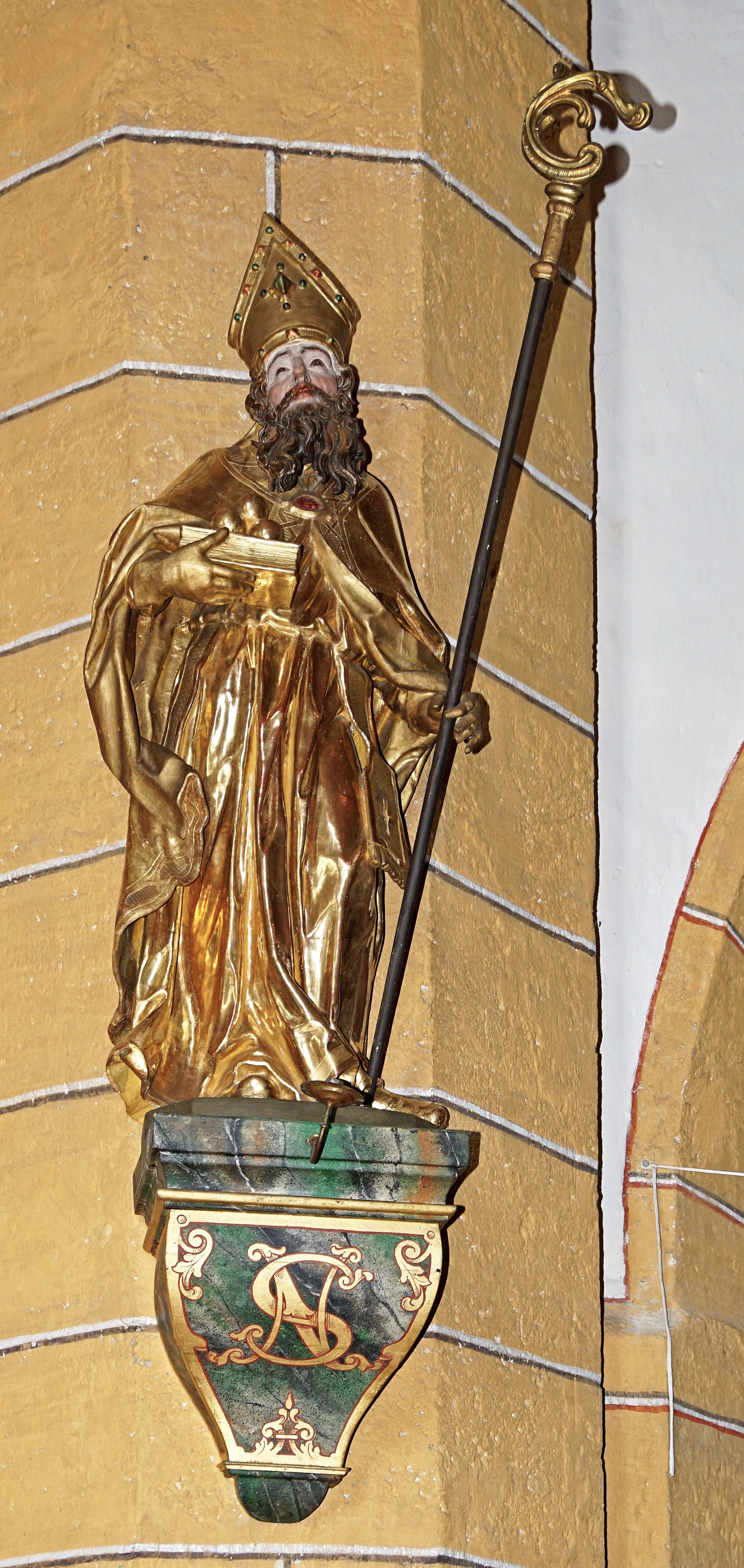
Konsolstatue des hl. Nikolaus
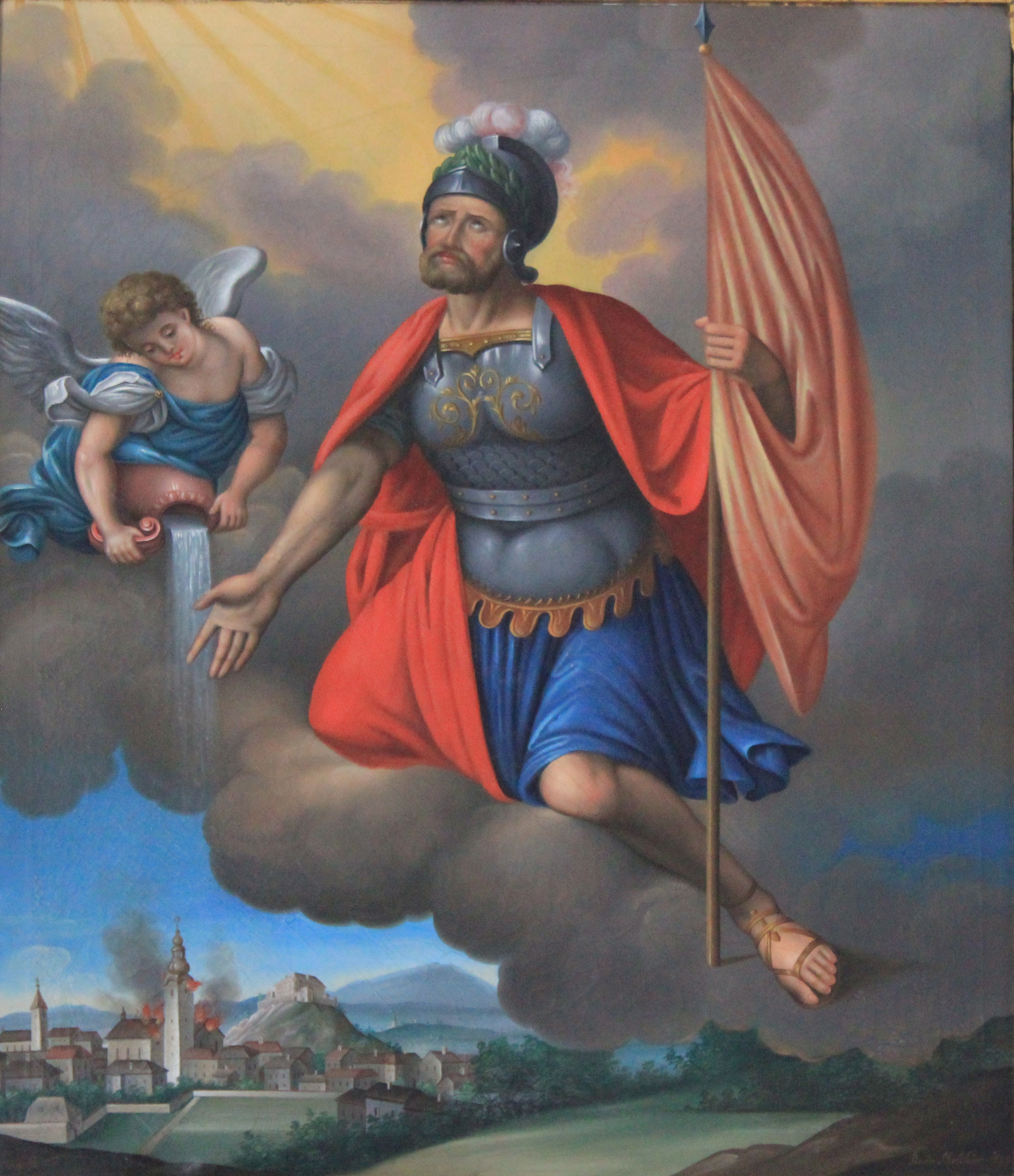
Votivbild: Hl. Florian